# Mezirolí
Mezirolí (německy Sittmesgrün) je vesnice, část města Nová Role v okrese Karlovy Vary v Karlovarském kraji.

## Historie
První písemná zmínka o vesnici pochází z roku 1525.

## Obyvatelstvo
Při sčítání lidu v roce 1921 ve vsi žilo 404 obyvatel (z toho 182 mužů), z nichž bylo 403 Němců a jeden cizinec. Všichni se hlásili k římskokatolické církvi. Podle sčítání lidu z roku 1930 měla vesnice 138 obyvatel: jednoho Čechoslováka, 133 Němců a čtyři cizince. Kromě dvou evangelíků byli římskými katolíky.
| Rok            | 1869 | 1880 | 1890 | 1900 | 1910 | 1921 | 1930 | 1950 | 1961 | 1970 | 1980 | 1991 | 2001 | 2011 | 2021 |
| -------------- | ---- | ---- | ---- | ---- | ---- | ---- | ---- | ---- | ---- | ---- | ---- | ---- | ---- | ---- | ---- |
| Počet obyvatel | 238  | 265  | 331  | 378  | 447  | 404  | 485  | 207  | 211  | 228  | 242  | 267  | 305  | 431  | 662  |
| Počet domů     | 43   | 48   | 50   | 52   | 58   | 59   | 78   | 90   | 90   | 55   | 60   | 73   | 79   | 130  | 243  |

## Obecní správa
Při sčítání lidu v letech 1869–1950 Mezirolí bylo samostatnou obcí, se kterým patřilo nejprve do okresu Karlovy Vary, ale v roce 1950 v okrese Karlovy Vary-okolí. Od roku 1960 je částí města Nová Role v okrese Karlovy Vary.
V roce 1950 k obci patřily Nivy.

## Doprava
Do Mezirolí nevede žádná železniční trať. Část vesnice leží na frekventované dopravní cestě II/220 Karlovy Vary – Nejdek a okružní křižovatce na Novou Roli II/209.

## Galerie

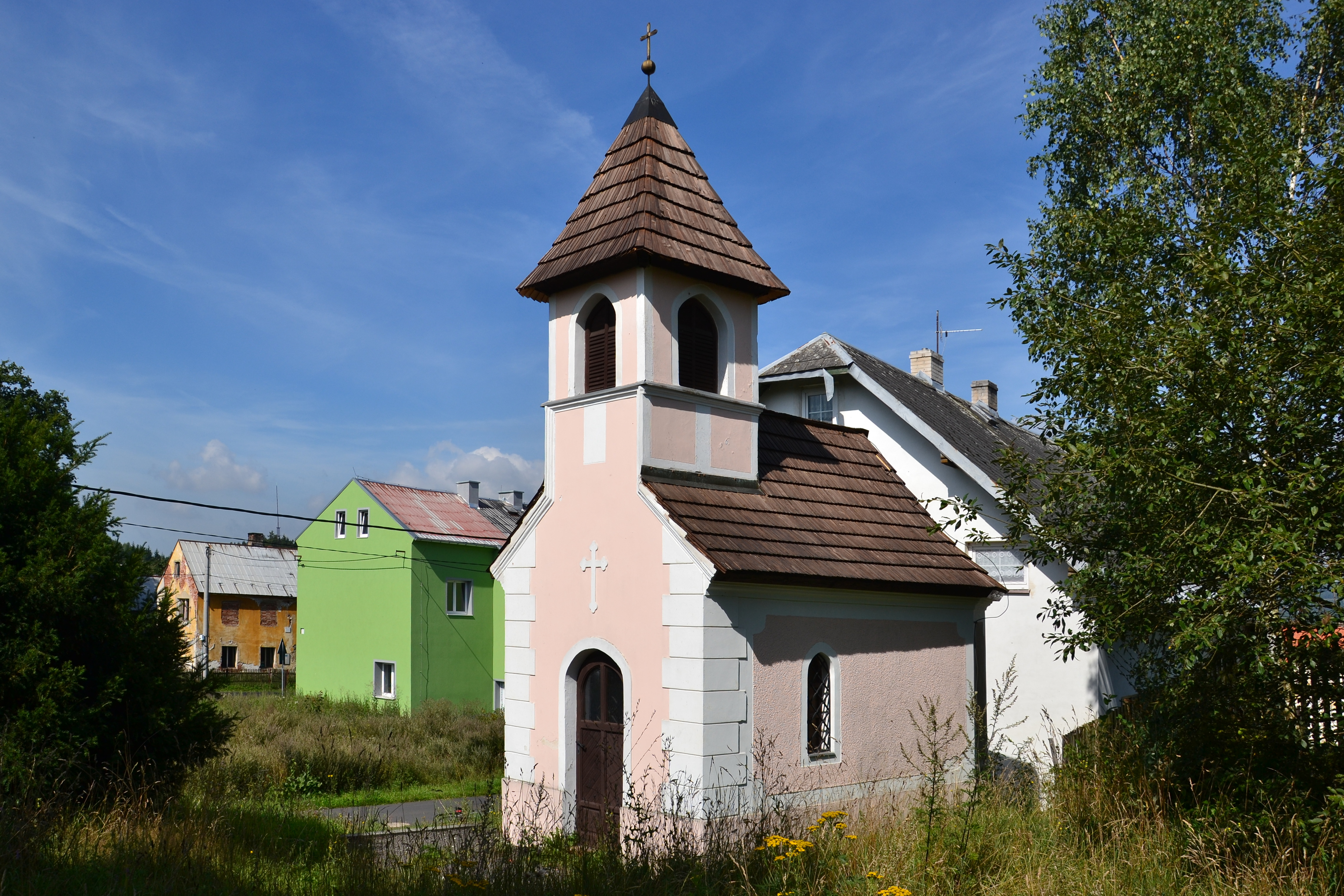
Kaple
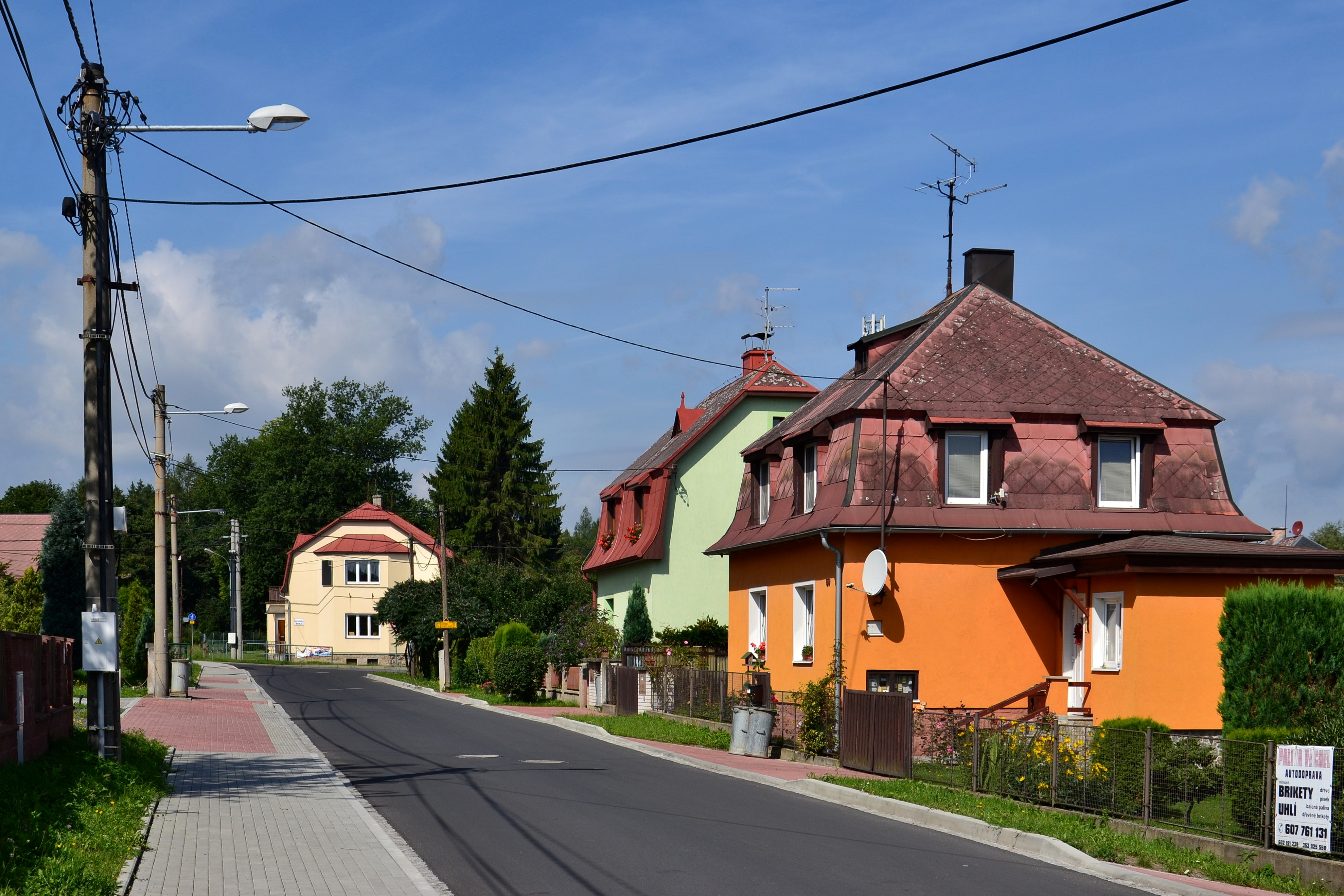
Mateřská škola (v pozadí)
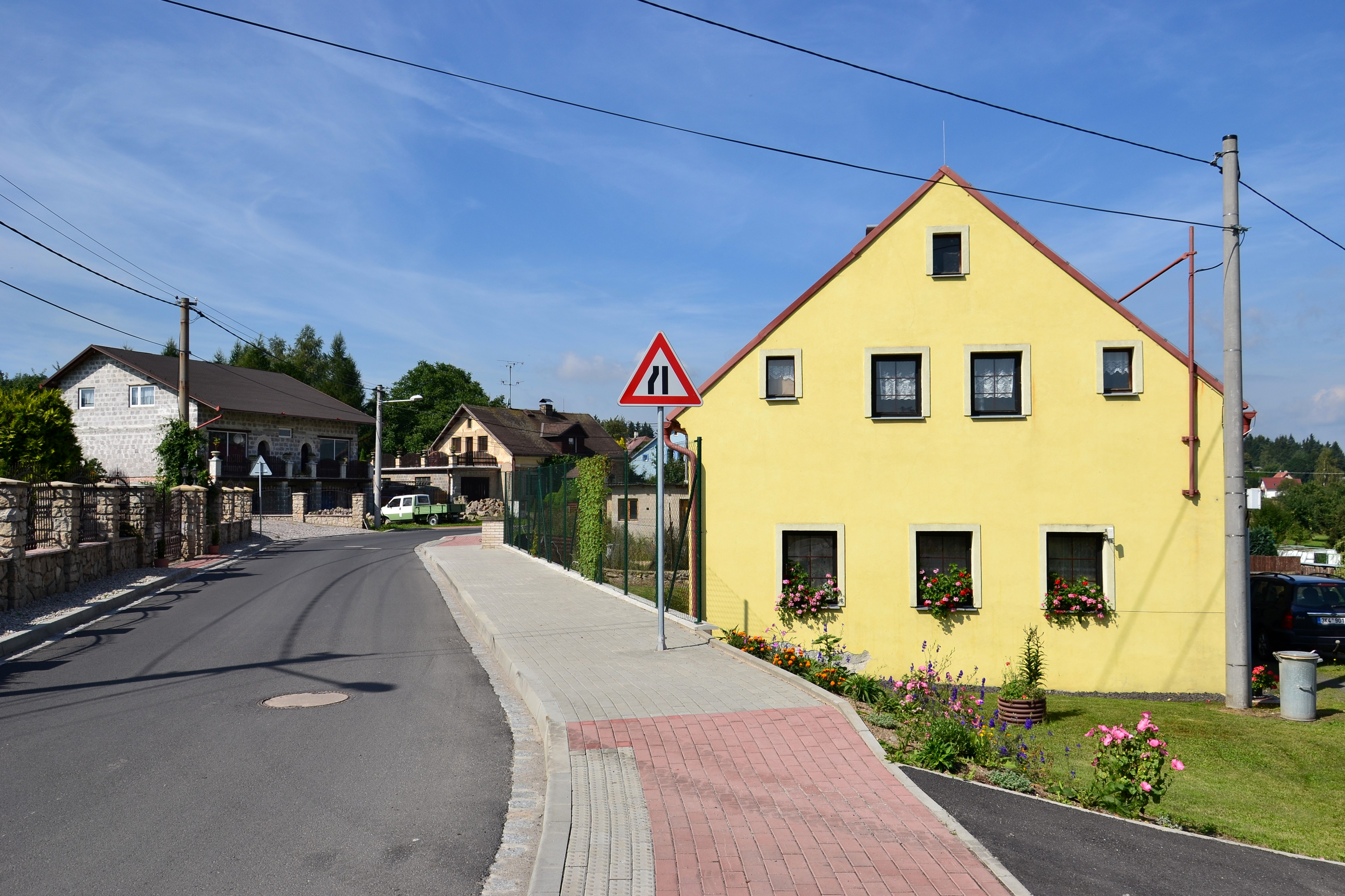
Obytné domy